# Черныш, Андрей Андреевич
Андрей Андреевич Черныш (11 ноября 1972, Коломыя — 22 июня 2004, Назрань) — подполковник ФСБ, сотрудник группы «В» («Вымпел») Центра специального назначения ФСБ. Участник боёв в Назрани в 2004 году, кавалер ордена Мужества (посмертно).

## Биография
Уроженец Коломыи. В 1990—1995 годах — курсант ленинградского Высшего политического училища имени 60-летия ВЛКСМ МВД СССР. По рекомендации командира 4-го батальона училища Александра Морозова отправился служить в учебный центр «Вега» (ныне спецподразделение «Вымпел»). Участник операций по освобождению заложников в Будённовске и Первомайском в ходе Первой чеченской войны, награждён медалью «За отвагу». Был снайпером, участвовал в операциях по поиску, обнаружению и уничтожению всех участников бандформирований. Позже назначен начальником группы 1-го отдела «Вымпела». Отмечен всего двумя медалями «За отвагу», медалью Суворова и медалью ФСБ «За участие в контртеррористической операции».
22 июня 2004 года подполковник Черныш, сотрудник Управления ФСБ по Республике Ингушетия, в составе оперативно-боевой группы отряда «Вымпел» отправился в Назрань. Целью группы было деблокирование здания Управления ФСБ по Республике Ингушетия, которое было атаковано чеченскими боевиками 21 июня. За трое суток до этого Черныш участвовал в ликвидации одного из полевых командиров, ближайшего соратника Руслана Гелаева: вышеозначенный командир скрывался в одном из домов под кроватью и при обнаружении начал стрелять по оперативникам, однако Черныш вовремя среагировал, выпустив очередь по кровати и уничтожив боевика.
При въезде в город на железнодорожном переезде группа попала под обстрел боевиков: огневая точка была подавлена спецназовским БТР. Черныш со своими подчинёнными выдвинулся к заранее оговоренной позиции, пока не упёрся в Т-образный перекрёсток перед освещённой площадкой у магазина, который нельзя было обойти: по обеим сторонам стояли высокие кирпичные дома с высокой оградой. Когда Черныш выскочил на участок, по нему открыли огонь из засады. Черныш не успел выйти из-под шквального обстрела, получив очередь в грудь: пуля прошла над бронепластиной. Упавшего командира попытался вытащить майор Виктор Дудкин, который также получил тяжёлое ранение. Капитан медицинской службы, старший врач медицинского отдела ЦСН ФСБ Всеволод Жидков был убит прямым попаданием заряда из подствольного гранатомёта. Тела убитых Черныша и Жидкова удалось забрать; также забрали и Дудкина, который от полученных ранений вскоре скончался.
Черныш был похоронен на Николо-Архангельском кладбище. Посмертно награждён Орденом Мужества. На могиле установлен памятник.